# 레이크 팰리스
레이크 팰리스(영어: Lake Palace)는 인도 라자스탄 주 우다이푸르 피촐라 호 상에 있는 호텔이다. 레이크 팰리스는 1743년과 1746년 사이에 건설되었다.